# Thank You (Falettinme Be Mice Elf Agin)
"Thank You (Falettinme Be Mice Elf Agin)", är en låt inspelad av den amerikanska soul- och funkgruppen Sly and the Family Stone . Låten släpptes som singel i december 1969, som dubbel A-sida med låten "Everybody Is a Star". I februari 1970 gick singeln upp på den amerikanska singellistans förstaplats i fem veckor. Billboard rankar skivan som den 19:e bästa från 1970.
Titeln är en avsiktlig mondegreen eller dekorativ stavning för "Tack för att jag fick bli mig själv igen.". Den tredje versen innehåller specifika referenser till gruppens tidigare framgångsrika sånger, "Dance to the Music", "Everyday People", "Sing a Simple Song" och "You Can Make It If You Try". Låten har sång från Sly Stone, Rose Stone, Freddie Stone, Cynthia Robinson, Jerry Martini, Greg Errico och Larry Graham. 
När låten spelades in var den tänkt att ingå på en kommande LP tillsammans med "Everybody Is a Star" och "Hot Fun in the Summertime", men albumet blev aldrig färdigt och de tre låtarna fick istället ingå på gruppens första samlingsalbum, Greatest Hits, som utkom 1970. "Thank You" och "Star" var de sista nyinspelade låtarna som släpptes av Sly and the Family Stone på nästan två år, innan gruppen slutligen släppte singeln "Family Affair" i november 1970. 
Låten har gjorts i flera coverversioner, bland andra av Jackson 5, Victor Wooten och Gladys Knight & the Pips. Men den allra första nyinspelningen av "Thank You" gjordes av gruppen själv. "Thank You For Talkin' to Me Africa" heter den sju minuter långa coverversionen som ingick på bandets album There's a Riot Goin' On. Texten, sångarna och musikerna är desamma, skillnaden ligger istället i arrangemanget; texten levereras med nedstämda toner och kraftigt ekande sång, allt över en mörk funkig bakgrund.
Låten rankas på plats 410 av tidningen Rolling Stones "500 Greatest Songs of All Time".

## Instrumentation
- Delad solosång av Sly Stone, Rosie Stone, Freddie Stone, Cynthia Robinson, Jerry Martini, Greg Errico och Larry Graham
- Gitarr av Freddie Stone och Sly Stone
- Bas av Larry Graham1
- Trummor av Greg Errico
- Blåsinstrument av Jerry Martini (tenorsaxofon) och Cynthia Robinson (trumpet)
- Skriven och producerad av Sly Stone

- 1 Sly Stone spelar bas på "Thank You For Talkin To Me, Africa", versionen från There's a Riot Goin' On.